# 伍德林 (新澤西州)
伍德林（英語：Woodlynne）是位於美國新澤西州康登縣的自治市鎮。

## 人口
根據2020年美國人口普查的數據，伍德林的面積為0.58平方千米，當中陸地面積為0.56平方千米，而水域面積為0.02平方千米。當地共有人口2902人，而人口密度為每平方千米5,003人。